# Jarell Martin
Jarell Martin, né le 24 mai 1994 à Bâton-Rouge, Louisiane, est un joueur américain de basket-ball. Il évolue au poste d'ailier fort.

## Carrière universitaire

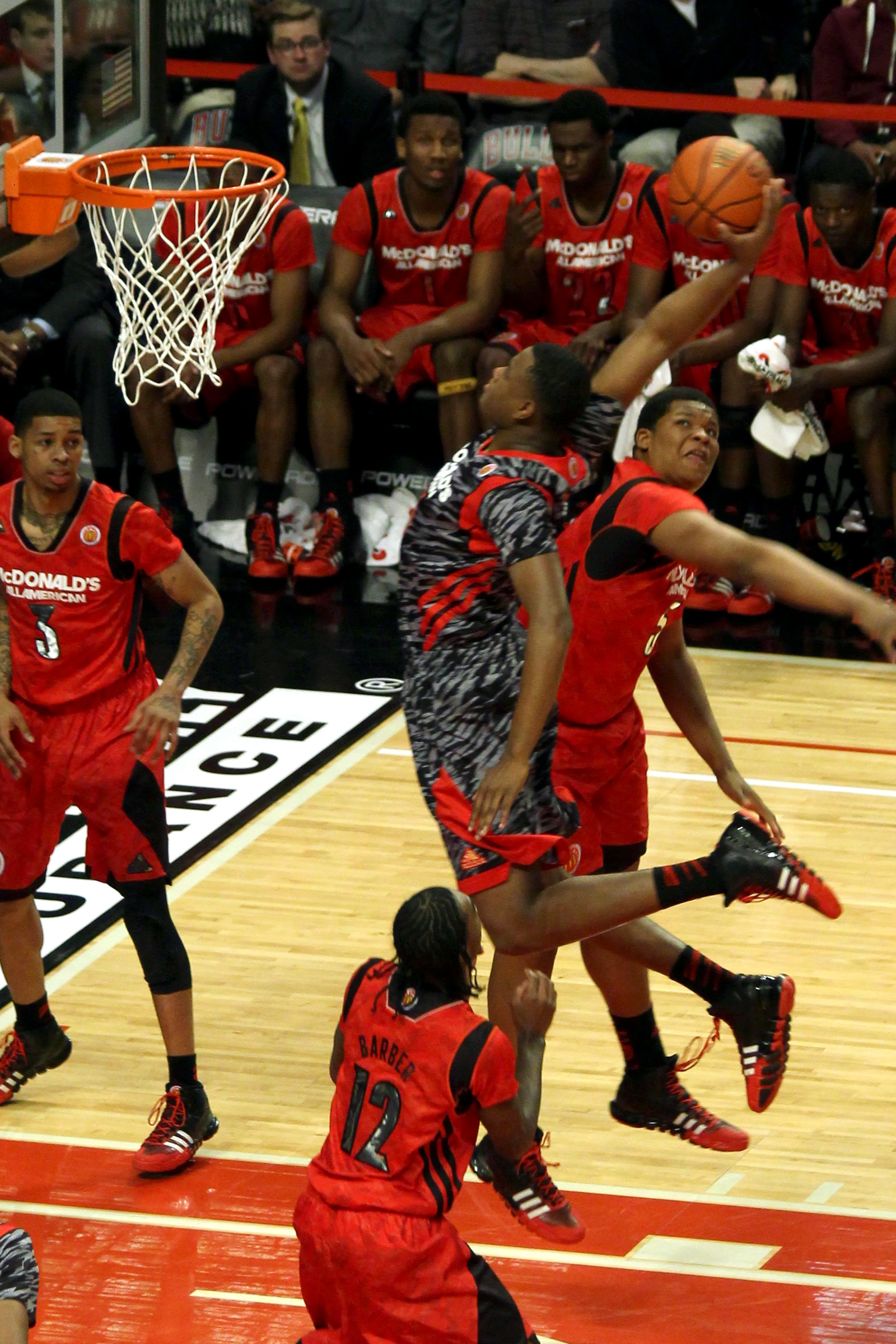
Martin durant le McDonald's All-American Boys en 2013

Jarell Martin va au lycée de Madison Prep Academy à Bâton-Rouge et en 2013, il est sélectionné pour le McDonald's All-American Team avec l'équipe de l'Ouest au côté d'Aaron Gordon, Bobby Portis et Jabari Parker face à l'équipe de l'Est qui comprend des joueurs comme Andrew Wiggins, Noah Vonleh et Rondae Hollis-Jefferson. Toujours en 2013, il remporte le titre de Mr Basketball Award attribué par la Louisiana Sports Writers Association récompensant le meilleur joueur de l'État de Louisiane.
Il est considéré comme une recrue 5 étoiles par ESPN.com et comme le troisième meilleur ailier fort et onzième meilleur joueur des États-Unis.
Dès novembre 2012, l'université d'État de Louisiane le recrute pour la saison suivante.
Jarell Martin joue donc pour les Tigers de LSU à partir de 2013. Il réalise deux saisons complètes avec son équipe.
À l'issue de la saison 2013-2014 de la NCAA, il est élu dans la SEC All-Freshman Team en compagnie entre autres de Julius Randle.
À l'issue de la saison 2014-2015 de la NCAA, il est élu dans la First Team All-SEC en compagnie entre autres de Karl-Anthony Towns.
Le 25 mars 2015, il se déclare candidat à la draft 2015 de la NBA.

## Carrière professionnelle
Jarell Martin est drafté en 2015 en 25e position par les Grizzlies de Memphis.
Quatre après sa drafte, il révèle qu'une fracture au pied l’empêche de participer à la NBA Summer League 2015. Le 10 juillet 2015, il signe son contrat rookie avec la franchise de Memphis. En septembre 2015, il se blesse à nouveau au pied et est absent plusieurs semaines. Il fait ses débuts en NBA le 18 décembre face aux Mavericks de Dallas en sortie de banc. Durant sa saison rookie, il est fréquemment envoyé en NBA Development League chez les Energy de l'Iowa, équipe affiliée au Grizzlies.
Le 30 octobre 2016, il commence son premier match NBA dans le 5 Majeurs. Le 28 novembre 2016, il réalise le premier double-double de sa jeune carrière lors de la défaite des Grizzlies, 104 à 85, face aux Hornets de Charlotte. Durant la saison 2016-2017, il fait de nouveau des aller-retour avec l'Energy de l'Iowa.
Durant l'été 2017, il participe à la NBA Summer League avec les Grizzlies. Le 17 novembre 2017, il est assigné chez les Hustle de Memphis, la nouvelle équipe de D-League des Grizzlies. Il est rappelé en NBA le lendemain après avoir joué le match face au Wolves de l'Iowa. Il est assigné une deuxième fois le 25 novembre et rappelé le lendemain. Il jouera le reste de la saison en NBA.
Le 23 juillet 2018, il est envoyé avec de l'argent chez le Magic d'Orlando en échange de Dakari Johnson et des droits sur la draft de Tyler Harvey. Il s'engage avec Orlando pour un contrat d'un peu moins de 2,5 millions de dollar. À l'issue de la saison 2017-2018, il se retrouve agent libre.
Le 16 août 2019, il signe un contrat non garanti d'un an avec les Cavaliers de Cleveland. Le 19 octobre 2019, il est coupé par les Cavs juste avant le début de la saison régulière. Il se retrouve donc agent libre.
En novembre 2019, il quitte les États-Unis et rejoint le championnat chinois et l'équipe des Shenzhen Leopards (rebaptisé Shenzhen Aviators en 2019).
Le 1er février 2020, il quitte la Chine et revient aux États-Unis et s'engage en G-League avec les Vipers de Rio Grande Valley.
En décembre 2020, il s'engage pour une saison, plus une en option, dans le championnat australien avec les Sydney Kings. Après une très bonne saison 2020-2021 où il inscrit en moyenne par match 17,9 points et prend 7 rebonds, il resigne en juin 2021 pour la saison 2021-2022 avec les Kings. À l'issue de la saison 2021-2022, il remporte la finale du championnat australien avec les Kings face au Tasmania JackJumpers et remporte ainsi le titre de champion d'Australie.
Le 4 juillet 2022, il s'engage pour deux saisons avec le Maccabi Tel-Aviv dans le championnat israélien,. Il quitte le Maccabi au terme de sa première saison.
Le 20 juillet 2023, il s'engage dans le championnat turc avec Galatasaray SK.

## Clubs successifs
- 2015-2018 :  Grizzlies de Memphis
  - 2015-2017 :  Energy de l'Iowa
  - 2017 :  Hustle de Memphis
- 2018-2019 :  Magic d'Orlando
- 2019-2020 :  Shenzhen Aviators
- 2020 :  Vipers de Rio Grande Valley
- 2020-2022 :  Sydney Kings
- 2022-2023 :  Maccabi Tel-Aviv (Ligat HaAL)
- 2023-2024 :  Galatasaray SK (Süper Ligi)

## Statistiques

### Universitaires
| Année     | Match | Titulaire | Min./m | % Tir | % 3pts | % LF | Rbds/m. | Pass/m. | Int./m. | Ctr./m. | Pts/m. |
| --------- | ----- | --------- | ------ | ----- | ------ | ---- | ------- | ------- | ------- | ------- | ------ |
| 2013-2014 | 32    | 25        | 26,2   | 47,1  | 33,3   | 68,9 | 4,56    | 0,91    | 0,84    | 0,69    | 10,34  |
| 2014-2015 | 33    | 32        | 35,1   | 50,9  | 26,9   | 69,0 | 9,24    | 1,79    | 1,15    | 0,70    | 16,91  |
| Total     | 65    | 57        | 30,7   | 49,4  | 30,8   | 68,9 | 6,94    | 1,35    | 1,00    | 0,69    | 13,68  |

### En NBA

#### En saison régulière
| Année     | Club    | Match | Titul. | Min./m | % Tir | % 3pts | % LF | Rbds/m. | Pass/m. | Int./m. | Ctr./m. | Pts/m. |
| --------- | ------- | ----- | ------ | ------ | ----- | ------ | ---- | ------- | ------- | ------- | ------- | ------ |
| 2015-2016 | Memphis | 27    | 0      | 14,1   | 46,6  | 0,0    | 72,6 | 3,2     | 0,6     | 0,3     | 0,3     | 5,7    |
| 2016-2017 | Memphis | 42    | 3      | 13,3   | 38,4  | 36,0   | 80,0 | 3,9     | 0,2     | 0,4     | 0,2     | 3,9    |
| 2017-2018 | Memphis | 73    | 36     | 22,8   | 44,6  | 34,7   | 76,7 | 4,4     | 1,0     | 0,5     | 0,7     | 7,7    |
| 2018-2019 | Orlando | 42    | 1      | 7,8    | 41,3  | 35,1   | 81,8 | 1,7     | 0,4     | 0,1     | 0,2     | 2,7    |
| Total     | Total   | 184   | 40     | 15,9   | 43,4  | 34,6   | 76,6 | 3,5     | 0,6     | 0,4     | 0,4     | 5,4    |

#### En playoffs
| Année | Club    | Match | Titulaire | Min./m | % Tir | % 3pts | % LF | Rbds/m. | Pass/m. | Int./m. | Ctr./m. | Pts/m. |
| ----- | ------- | ----- | --------- | ------ | ----- | ------ | ---- | ------- | ------- | ------- | ------- | ------ |
| 2016  | Memphis | 2     | 0         | 23,0   | 37,5  | 0,0    | 50,0 | 3,5     | 0,5     | 1,5     | 0,0     | 4,5    |
| 2017  | Memphis | 3     | 0         | 3,3    | 33,3  | 0,0    | 0,0  | 1,3     | 0,0     | 0,3     | 0,0     | 0,7    |
| Total | Total   | 5     | 0         | 11,2   | 36,4  | 0,0    | 50,0 | 2,2     | 0,2     | 0,8     | 0,0     | 2,2    |

### En G-League
| Année     | Club                        | Match | Titul. | Min./m | % Tir | % 3pts | % LF | Rbds/m. | Pass/m. | Int./m. | Ctr./m. | Pts/m. |
| --------- | --------------------------- | ----- | ------ | ------ | ----- | ------ | ---- | ------- | ------- | ------- | ------- | ------ |
| 2015-2016 | Energy de l'Iowa            | 10    | 6      | 28,9   | 49,2  | 28,6   | 56,5 | 6,0     | 0,7     | 0,8     | 0,5     | 15,0   |
| 2016-2017 | Energy de l'Iowa            | 22    | 19     | 28,1   | 41,3  | 30,0   | 84,5 | 7,5     | 1,1     | 0,7     | 1,1     | 15,9   |
| 2017-2018 | Hustle de Memphis           | 2     | 2      | 27,0   | 32,0  | 40,0   | 66,7 | 5,5     | 1,0     | 1,0     | 0,5     | 11,0   |
| 2019-2020 | Vipers de Rio Grande Valley | 9     | 0      | 17,9   | 71,4  | 55,0   | 92,3 | 4,9     | 0,8     | 0,4     | 0,6     | 11,4   |
| Total     | Total                       | 43    | 27     | 26,1   | 45,7  | 37,7   | 77,0 | 6,5     | 1,0     | 0,7     | 0,8     | 14,5   |

### À l'international
| Année     | Club              | Champ. | Match | Min./m | % Tir | % 3pts | % LF | Rbds/m. | Pass/m. | Int./m. | Ctr./m. | Pts/m. |
| --------- | ----------------- | ------ | ----- | ------ | ----- | ------ | ---- | ------- | ------- | ------- | ------- | ------ |
| 2019-2020 | Shenzhen Aviators | CBA    | 14    | 28,9   | 39,0  | 25,0   | 83,9 | 7,0     | 1,7     | 1,4     | 0,7     | 13,1   |
| 2020-2021 | Sydney Kings      | NBL    | 28    | 26,6   | 50,0  | 40,0   | 78,4 | 7,0     | 1,0     | 0,6     | 0,5     | 17,9   |
| 2021-2022 | Sydney Kings      | NBL    | 26    | 27,6   | 51,4  | 37,3   | 79,5 | 7,9     | 1,0     | 0,8     | 0,5     | 16,0   |
| Total     | Total             | Total  | 68    | 27,4   | 48,2  | 34,9   | 79,6 | 7,4     | 1,2     | 0,8     | 0,5     | 16,2   |

## Palmarès
- 2022 : Champion d'Australie avec les Sydney Kings.
- 2015 : First-team All-SEC
- 2014 : SEC All-Freshman team
- 2013 : McDonald's All-American
- 2013 : First-team Parade All-American